# Península de Burica
A península de Burica é uma península do sudoeste da Costa Rica e noroeste do Panamá, na costa do oceano Pacífico.
Tem forma alongada e é ligeiramente triangular. Junto com as penínsulas panamianas de Las Palmas e de Azuero, são as mais meridionais da América Central.
A península é caracterizada por apresentar relevo abrupto de baixa altitude que sobressai paralelo ao litoral do oceano Pacífico e que abarca dois terços do seu território. 

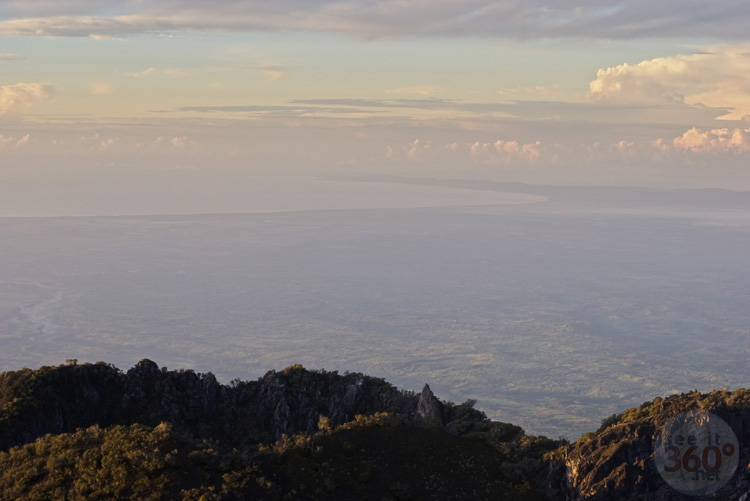
Vista da península de Burica do cume do vulcão Barú.

A zona é habitada por pessoas cuja atividade principal é a pesca. 